# Pusia
Pusia là một chi (hoặc a subchi Vexillum) của ốc biển, là động vật thân mềm chân bụng sống ở biển trong họ Costellariidae.
Chi name Pusia đã trở thành đồng nghĩa của the phân chi Vexillum (Pusia) Swainson, W.A., 1840 

## Các loài
Các loài trong chi Pusia gồm có:
- Pusia voncoseli Poppe, Tagaro & Salisbury, 2009[4]: this species is named Vexillum (Pusia) voncoseli in Gastropods.com [5]

đồng nghĩa:
- Pusia amabilis [6]: đồng nghĩa của Vexillum (Pusia) amabile (Reeve, 1845)
- Pusia aureolata [7]: đồng nghĩa của Vexillum (Pusia) aureolatum (Reeve, 1844)
- Pusia cancellaroides Anton[8]: đồng nghĩa của Vexillum (Pusia) cancellarioides (Anton, 1838)
- Pusia chibaensis Salisbury & Rosenberg, 1999[9]: đồng nghĩa của Vexillum (Pusia) chibaense (Salisbury & Rosenberg, 1999)
- Pusia crocata Lam[10]: đồng nghĩa của Vexillum (Pusia) crocatum (Lamarck, 1811)
- Pusia karpathoensis Nordsieck, 1969: đồng nghĩa của Mitromorpha karpathoensis (Nordsieck, 1969)
- Pusia multicostata [11]: đồng nghĩa của Vexillum (Pusia) multicostatum (Broderip, 1836)
- Pusia muriculata [12]: đồng nghĩa của Mitra (Nebularia) bernhardina (Röding, 1798)
- Pusia pardalis [13]: đồng nghĩa của Vexillum (Pusia) pardalis (Küster, 1840)
- Pusia tuberosa [14]: đồng nghĩa của Mitra tuberosa Reeve, 1845